# Accident ferroviaire de Graniteville
L'accident ferroviaire de Graniteville est une collision entre deux trains survenue le 6 janvier 2005 à Graniteville en Caroline du Sud. Une citerne de chlore transportée par l'un des deux trains est percée lors de la collision, causant la mort de neuf personnes par inhalation du gaz.

## Déroulement
Le 6 janvier 2005, à approximativement 2 h 39 EST, alors que le train de fret 192 appartenant à la Norfolk Southern Railway et faisant route vers le nord traverse Graniteville, un problème d'aiguillage le fait dévier de la ligne principale. Il vient alors percuter un train garé et inoccupé, le train P22 appartenant également à la Norfolk Southern. La collision fait dérailler les deux locomotives et 16 des 42 wagons de fret du train 192 ainsi que la locomotive et un des deux wagons du train P22. Parmi les wagons du train 192 qui ont déraillé, trois contenaient du chlore liquide et l'un d'entre eux se perce lors de la collision. Rapidement, environ 60 tonnes de chlore liquéfié commencent à se vaporiser dans l'air. Dès 2 h 42 les forces de l'ordre arrivent sur le lieu de l'accident, dressent un périmètre de sécurité et font évacuer les personnes se trouvant à proximité immédiate de la collision. Plus tard dans la matinée, les forces de l'ordre font évacuer les 5 400 personnes se trouvant à moins de 1,6 km du lieu de l'accident.

## Conséquences
Neuf personnes, dont le conducteur du train 192, décèdent à la suite de l'inhalation de chlore gazeux,et environ 554 personnes ont dû être soignées à l'hôpital pour des problèmes respiratoires. La Norfolk Southern estime que le coût total de la catastrophe est compris entre 30 et 40 millions de dollars.